# Мурав'янка-струмовик північна
Мурав'янка-струмови́к північна (Hypocnemoides melanopogon) — вид горобцеподібних птахів родини сорокушових (Thamnophilidae). Мешкає в Амазонії та на Гвіанському нагір'ї.

## Опис
Довжина птаха становить 11,5 см. Самці мають переважно сіре забарвлення, нижня частина тіла у них світліша, горло чорне, покривні пера крил чорні, поцятковані трьома білими смугами. Хвіст чорний, на кінці білий, біла пляма на спині відсутня. Очі світло-сірі, лапи сіруваті. У самиць нижня частина тіла біла, на грудях поцяткована сірими плямами. 

## Підвиди
Виділяють три підвиди:
- H. m. occidentalis Zimmer, JT, 1932 — східна Колумбія, північний схід Еквадору і Перу, Венесуела і північно-західна Бразилія
- H. m. melanopogon (Sclater, PL, 1857) — Гвіана і північ Бразильської Амазонії (на північ від Амазонки);
- H. m. minor Gyldenstolpe, 1941 — південь центральної Бразильської Амазонії (нижня течія річок Пурус і Мадейра, а також між річками Тапажос і Токантінс).

## Поширення і екологія
Північні мурав'янки-струмовики мешкають в Колумбії, Еквадорі, Перу, Венесуелі, Гаяні, Суринамі, Французькій Гвіані і Бразилії. Вони живуть на болотах і в заболочених лісах, у вологих рівнинних тропічних лісах і вологих саванах, на берегах річок і озер. Зустрічаються на висоті до 700 м над рівнем моря. Часто приєднуються до змішаних зграй птахів. Живляться комахами і павуками, яких шукають в підліску і над водою, іноді слідкують за кочовими мурахами. Гніздо чашоподібне, глибоке, робиться з корінців і листя, розміщується під великим листом, який слугує гнізду дашком, зазвичай підвіщується до сухої гілки, яка стричить над водою. В кладці 2 яйця.